# طواهر
طواهر، روستایی از توابع بخش مرکزی شهرستان اهواز در استان خوزستان ایران است.

## جمعیت
این روستا در دهستان الهایی قرار دارد و براساس سرشماری مرکز آمار ایران در سال ۱۳۸۵، جمعیت آن در سال ۲۰۰۶ ، ۴۳۵ نفر (۶۷خانوار) بوده‌ است.
تالاب بامدژ در اطراف روستای سادات طواهر می باشد که نقش مهمی در معیشت مردم روستا دارد 
صید ماهی، مرتع دام های اهالی روستا از مهمترین نمونه های استفاده از تالاب می باشد.